# Charles Hay (Offizier)
Lord Charles Hay (* um 1700; † 1. Mai 1760 in London) war ein schottisch-britischer General und Politiker.

## Leben
Er war der dritte Sohn des Charles Hay, 3. Marquess of Tweeddale (1667–1715), aus dessen Ehe mit Lady Susan Douglas-Hamilton (1659–1737). Als jüngerer Sohn eines Marquess führte er ab 1713 das Höflichkeitsprädikat Lord.
Im Mai 1722 trat er als Ensign des 2nd Regiment of Foot Guards in die British Army ein. Im September 1727 wechselte er als Captain zum 33rd Regiment of Foot und kämpfte im Englisch-Spanischen Krieg (1727–1729) bei der Belagerung von Gibraltar. 1729 wechselte er als Captain zum 9th Regiment of Dragoons. Als Freiwilliger in den Heeren des Prinzen Eugen von Savoyen nahm er während des Polnischen Thronfolgekriegs 1734 bis 1735 an dessen Feldzug am Rhein gegen die Franzosen teil. Im April 1743 wurde er als Captain und Lieutenant-Colonel Kommandeur einer Kompanie des 1st Regiment of Foot Guards. Mit diesem Regiment nahm er im Österreichischen Erbfolgekrieg (1740–1748) erneut an den Feldzügen auf dem Kontinent gegen die Franzosen teil und kämpfte in den Schlachten von Dettingen (1743) und Fontenoy (1745). In Fontenoy zeichnete er sich bei der Führung seiner Männer durch kühle Besonnenheit aus, als sein Regiment hinter der Kuppe eines kleinen Hügels überraschend auf das gefechtsbereite Régiment des Gardes françaises stieß, wurde aber im folgenden Feuergefecht schwer verwundet.
Parallel zu seiner Militärkarriere war er bei den Parlamentswahlen im Mai 1741 als Abgeordneter für das County Haddingtonshire ins britischen House of Commons gewählt worden. Er hatte dieses Mandat bis zu den Parlamentswahlen im Juli 1747 inne, bei denen er nicht mehr kandidierte. Als möglicher Grund dafür, dass er nicht erneut kandidierte, wird angeführt, dass er im November 1746 zeitweise mit Anfällen von Wahnsinn arbeitsunfähig erkrankt war. Im März 1749 wurde er Aide-de-camp für König Georg II. und im August 1749 zum Colonel befördert. 1751 erbte er von seinem kinderlosen Onkel dritten Grades Sir Robert Hay, 2. Baronet (1672–1751) das Gut Linplum in Haddingtonshire.
Von November 1753 bis zu seinem Tod hatte er das Amt des Colonel des 33rd Regiment of Foot inne. Nach Ausbruch des Siebenjährigen Krieges wurde er im Februar 1757 zum Major-General befördert und wurde stellvertretender Oberbefehlshaber eines Truppenkontingents unter Major-General Peregrine Hopson nach Nova Scotia entsandt, dass zu einem geplanten Angriff auf die französische Festung Louisbourg auf der Kap-Breton-Insel dem Hauptheer unter General John Campbell, 4. Earl of Loudoun in Halifax anschließen sollte. Da die Franzosen erhebliche Verstärkungen erhielten, wurde der Angriff aufgeschoben und das britische Expeditionsheer verbrachte den Sommer 1757 untätig in Halifax. Hay, der im 9. Juli die Stadt erreicht hatte, empfand die Untätigkeit als ärgerlich. Er gehörte nicht zum Kriegsrat von Lord Loudoun und vermutete, dass sich dieser nicht ernsthaft für das Unternehmen engagierte. Nachdem er bei einer verärgerten Äußerung über den Mangel an energischer Führung von einem Colonel belauscht worden war, ließ ihn Lord Loudon verhaften, klagte ihn jedoch nicht an, sondern hielt ihn unter dem Vorwand er sei erneut an Wahnsinn erkrankt für die folgenden sieben Monate unter Hausarrest. Obwohl ihm die Heimreise nach Großbritannien befohlen wurde, wurde ihm kein Schiff angeboten. Erst nachdem Lord Loudon von General Jeffrey Amherst abgelöst worden war und die Festung Louisbourg belagert und im Juli 1758 eingenommen worden war, gelang es Hay auf eigene Faust eine Überfahrt nach England zu erlangen.
In England verlangte er ein Kriegsgerichtsverfahren zur Wiederherstellung seines Rufes. Der Wunsch wurde ihm 1759 gewährt. Er wurde angeklagt, (1) versucht zu haben, die Autorität seiner Vorgesetzten in Amerika zu missachten und (2) ein Verhalten gezeigt zu haben, die offensichtlich dazu neige, Meuterei und Aufruhr unter den Truppen zu provozieren. Der Prozess, bei dem alle führenden Offiziere des Louisbourg-Feldzugs aussagten, dauerte mehr als einen Monat im Februar und März 1760. Anschließend wurde die Angelegenheit an den König verwiesen, der noch keine Entscheidung getroffen hatte, als Hay am 1. Mai 1760 plötzlich starb. Er hatte eine herausragende Armeekarriere hinter sich, und es scheint zweifelhaft, ob der erste Anklagepunkt Bestand gehabt hätte; das zweite, basierend auf den von der Krone vorgebrachten Beweisen, war absurd. Er blieb unverheiratet und kinderlos.